# David Ameln

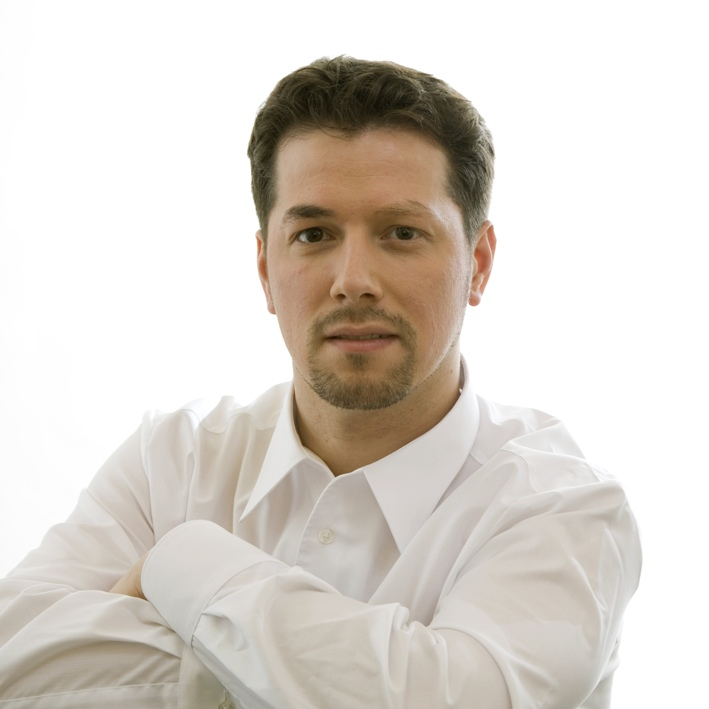
David Ameln 2009 Anhaltisches Theater Dessau

David Ameln (* 21. November 1978 in Ost-Berlin) ist ein deutscher Opernsänger (Tenor bzw. Tenorbuffo).

## Leben
Ameln stammt aus einer musikalischen Familie. Bereits im Alter von vier Jahren begann seine musikalische Ausbildung. Ameln sang ab 1982 an der Musikschule Berlin-Karlshorst im Chor und erhielt Klavierunterricht; bis 1992 war er Mitglied im Rundfunk-Kinderchor Berlin unter der Leitung von Manfred Roost. 1998 legte er sein Abitur am Hans-und-Hilde-Coppi-Gymnasium in Berlin-Karlshorst ab. Er studierte ab 2000 an der Technischen Universität Berlin das Fach Musikwissenschaften und bereitete sich parallel auf das Gesangsstudium vor.
Im Wintersemester 2002/03 wechselte er an die Hochschule für Musik und Theater Rostock und studierte klassischen Gesang, zuerst bei Anthony Baldwin und später bei Christine Bach-Röhr. Von 2003 bis 2007 bereitete er sich durch szenischen Unterricht im Fachbereich Oper bzw. Schauspiel auf die Arbeit am Theater vor. Im Rahmen der praktischen Hochschulausbildung wirkte er an den Produktionen La finta semplice als Francasso, in Häuptling Abendwind als Häuptling Morgenstund und 2006, gemeinsam mit der Mezzosopranistin Ines Thomas Almeida, in der Oper Il Campiello von Ermanno Wolf-Ferrari als Donna Pasqua mit.
Ameln nahm an Meisterkursen, u. a. für „Liedinterpretation“ bei Peter Schreier teil. Zudem studierte er von 2004 bis 2007 Liedgestaltung bei Henning Lucius und Karola Theill. Bereits während des Studiums hatte er Engagements am Allee-Theater in Hamburg. Dort trat er in Produktionen für Kinder als Tamino (Die Zauberflöte), Belmonte (Die Entführung aus dem Serail, 2007) und Prinz Ramiro (La Cenerentola, 2007) auf.
2006 gewann er den Internationalen Gesangswettbewerb der Kammeroper Schloss Rheinsberg. Er sang dort 2006 den Pygmalion in der Operette Die schöne Galathée. Engagements beim Schleswig-Holstein Musik Festival, in Berlin, Hamburg, Brandenburg, Lübeck, und Kiel folgten. Des Weiteren hatte er Engagements an das Theater Karlshorst in Berlin-Karlshorst. Dort verkörperte er Hans in Schwarzwaldmädel, Armand Brissard in Der Graf von Luxemburg, Jan Janicki in Der Bettelstudent und Josef (Seppl) Fraunhofer in Maske in Blau.
Vor Abschluss seines Diploms wurde Ameln nach Leipzig engagiert und war für die Spielzeiten 2007/08 und 2008/09 festes Ensemblemitglied der Musikalischen Komödie der Oper Leipzig. Dort verkörperte er Gripon in der komischen Oper Die beiden Geizigen von Grétry, Junker Spärlich in Die lustigen Weiber von Windsor, Marchese Giacomo Pimpinelli in Paganini, Hortensio in Kiss Me, Kate, Annas in Jesus Christ Superstar, Ajax I in der Operette Die schöne Helena, Theobald in Schwarzwaldmädel, Jamie in My Fair Lady, Enrico Piselli in Eine Nacht in Venedig und Ambrose Kemper in Hello, Dolly!. Seither liegt ein Schwerpunkt seiner Arbeit auf der Operette und dem Musical.
Im März 2009 gastierte er am Theater Gera in der Oper Scharlatan (Šarlatán) von Pavel Haas, wo er die Rollen Student, Anderer Mann und Apotheker sang. Im Dezember 2009 folgte ein Gastspiel am Staatstheater Darmstadt; er sang dort die Rolle des Gerichtsadvokaten Dr. Blind in der Operette Die Fledermaus. Außerdem ging er im Juni 2010 mit dem Ensemble des Musik Theater Schönbrunn in Wien, u. a. mit Jochen Kowalski und Franz Suhrada an seiner Seite, ebenfalls mit der Operette Die Fledermaus, auf eine Gastspiel-Tournee durch Japan.
2009 trat er als Gast erstmals am Anhaltischen Theater Dessau auf. Dort sang Ameln in der Spielzeit 2009/10 unter anderem den Straßensänger Piquillo in der Operette La Périchole und den Candide in dem Musical Candide.
Seit der Spielzeit 2010/11 ist Ameln festes Ensemblemitglied im Anhaltischen Theater und trat, neben anderen Partien, als Pong in Turandot, als Beppe in Der Bajazzo, als Monostatos in Die Zauberflöte und als Prinz Orlofsky in Die Fledermaus, als Tony in West Side Story, als Kuska und als Streschnew in Chowanschtschina, als Parpignol in La Bohème und als Bastien in Mozarts Bastien und Bastienne, als Énéas in der Deutschen Erstaufführung von Massenets Oper Esclarmonde, als Flavio in Norma, als Spoletta in Tosca, als Der Schäbige in Lady Macbeth von Mzensk, als Toni Schlumberger in Die Zirkusprinzessin, als Remendado in Carmen, als Froh in Das Rheingold, als Ruiz in Der Troubadour (Il trovatore), als Ari in Die Comedian Harmonists und als Steuermann in Der fliegende Holländer auf.
Bei den Bayreuther Festspielen 2016 trat er als Der Steuermann in Richard Wagner für Kinder (Der fliegende Holländer) auf.

## Konzertrepertoire
Ameln ist ebenso als Konzert-, Lied- und Oratoriensänger tätig. Amelns Repertoire im Konzertbereich umfasst vor allem Passionen, Oratorien und Mess-Vertonungen des Barock, der Klassik und der Romantik.
Zu seinem Konzertrepertoire gehören unter anderem Werke von Johann Sebastian Bach (Weihnachtsoratorium, h-Moll-Messe, Passionen, div. Kantaten, Magnificat), Georg Friedrich Händel (Der Messias), Joseph Haydn (Die Schöpfung), Wolfgang Amadeus Mozart (Requiem, Messen), Carl Orff (Carmina Burana), Gioachino Rossini (Petite Messe solennelle), Camille Saint-Saëns (Oratorio de Noël), Franz Schubert (Messen in C-Dur, G-Dur, As-Dur, Es-Dur, Op. 24 Heine-Lieder, Op. 35 Kerner-Lieder) und Heinrich Schütz (Musikalische Exequien, Weihnachtshistorie, div. Motetten).

## Stipendien
Ameln erhielt während seines Studiums in Rostock ein Hochbegabtenstipendium der Oskar und Vera Ritter-Stiftung Hamburg und war Stipendiat der Yehudi Menuhin Live Music Now. 2011 ist er vom Richard-Wagner-Verband mit einem Stipendium für die 100. Richard-Wagner-Festspiele in Bayreuth ausgezeichnet worden.